# Girl vs. Monster
Girl vs. Monster è un film per la televisione del 2012 diretto da Stuart Gillard e prodotto da Tracey Jeffrey. Il film ha come protagonista Olivia Holt, star di Kickin' It - A colpi di karate, la quale, nel ruolo di un'adolescente, alla vigilia di Halloween, scopre di essere discendente di una stirpe di cacciatori di mostri.
Il film è andato in onda negli Stati Uniti su Disney Channel il 12 ottobre 2012, mentre in Italia è stato trasmesso su Disney Channel il 27 ottobre dello stesso anno.

## Trama
Skylar Lewis è una ragazza quindicenne che non ha mai paura di niente e cerca in tutti i modi di convincere i suoi genitori a farla andare alla festa di Halloween di Ryan Dean, però non sa che i suoi genitori sono degli acchiappa-mostri. Quando Skylar spegne la corrente elettrica nella sua cantina, fa scappare Deimata, un mostro che è determinato a cambiare il destino di Skylar e della sua famiglia per sempre. Ora tocca a Skylar e ai suoi amici di trovare la forza interiore per sconfiggere Deimata e salvare i suoi genitori. Purtroppo, visto che Deimata non ha mai messo paura a Skylar, la ragazza riceve 15 anni di paura tutti insieme anche se alla fine va tutto per il meglio anche grazie ai suoi amici: Henry e Sadie.

## Canzoni
- Fearless: Olivia Holt
- Had Me @ Hello (Ripresa): Olivia Holt, Luke Benward e Katherine McNamara
- Nothing's Gonna Stop Me Now: Olivia Holt
- Had Me @ Hello: Luke Benward
- I Got My Scream On: China Anne McClain
- Superstar: Sia
- Nothing's Gonna Stop Me Now: Katherine McNamara

## Premi e nomination
| Anno | Premio                    | Categoria       | Attore      | Risultato       |
| ---- | ------------------------- | --------------- | ----------- | --------------- |
| 2013 | Radio Disney Music Awards | Best Crush Song | Olivia Holt | Vincitore/trice |